# Пардолув
Пардолув (пол. Pardołów) — село в Польщі, у гміні Стомпоркув Конецького повіту Свентокшиського воєводства.
Населення — 289 осіб (2011).
У 1975-1998 роках село належало до Келецького воєводства.

## Демографія
Демографічна структура на день 31 березня 2011 року:
|          | Загалом | Допрацездатний вік | Працездатний вік | Постпрацездатний вік |
| -------- | ------- | ------------------ | ---------------- | -------------------- |
| Чоловіки | 141     | 24                 | 97               | 20                   |
| Жінки    | 148     | 19                 | 77               | 52                   |
| Разом    | 289     | 43                 | 174              | 72                   |